# Мечеть Сарайоню
Мечеть Сарайоню (Сарайёону, Сарайеню; тур. Sarayönü Camii) расположена на центральной площади Северной Никосии Сарайоню (официальное название — Площадь Ататюрка тур. Atatürk Meydanı).
В XIV—XVII веках на месте мечети находилась церковь; в первой четверти XIX века она была преобразована в мечеть и названа «Орду Ону»; в начале XX века, после разрушения, мечеть была перестроена и получила название «Мечеть Сарайоню».
Здание мечети находится в северной части города в районе Иплик Пазары (тур. İplik Pazarı) (Адрес: 59H6+368, Ankara Sk, Lefkoşa 99010).

## Старейшая площадь Северной Никосии
Мечеть находится в южной части старейшей площади Северной Никосии, которая на протяжении нескольких веков была административным центром острова. На площади находится много памятников различных исторических периодов Кипра.
Сама площадь в разные периоды носила разные названия.

### Площадь Сарайоню
В эпоху Лузиньянов на площади был построен дворец (тур. Saray), в котором жили венецианские правители. Слова «дворец» легло в основу названия площади — «Сарайоню» (Сарай, Saray).

### Площадь Конак
С приходом османских захватчиков во дворце жил губернатор и площадь стала называться на османский лад — «Площадь Конак» (Konak).

### Площадь Орду Ону
В османский период площадь также называли «Площадь Орду Ону» (Ордуону).

### Площадь Ататюрка
Официальное название площади с 1943 года — «Площадь Атарюрка». Это название площадь получила в честь первого президента Турецкой республики Мустафы Кемаля Ататюрка.

## Этапы история мечети и особенности её архитектуры

### Церковь эпохи Лузиньянов

#### История
В XIV—XVII веках на месте мечети находилась церковь. Первоисточники выдвигают две версии о принадлежности этой церкви:
1. одни источники указывают на то, что это была кармелитская церковь (тур. Carmelite (Karmel) Kilisesi[1] и её посещали члены ордена кармелитов[1],
2. другие указывают на то, что это была католическая церковь бенедиктинцев или монастырь Нотр-Дам-де-Сюр (тур. Notre-Dame de Sur Manastırı)[2].

Николь ле Хьюн (тур. Nicole le Huen) в 1488 году посетил Никосию и в своей книге «Путешествие в Иерусалим» упоминает церковь с изображениями гербов Иерусалимского королевства, Королевства Франции и Герцогства Нормандии. Эта церковь находилась рядом с королевским дворцом. Исследования Камилле Энларт (тур. Camille Enlart), опубликованные в 1899 году так же подтверждали то, что это была кармелитская церковь.
Крис Шабель (тур. Chris Schabel) в своих работах отмечает, что описанная Камилле Энлартом и Николем ле Хьюн кармелитская церковь находится недалеко от Пафосских ворот и больше подходит к расположению мечети Арабахмет (тур. Arabahmet Camii), а на месте мечети Сарайоню ранее мог быть монастырь Нотр-Дам-де-Сюр, принадлежащим бенедиктинскому ордену.
Этьен де Лузиньян (Стефано Лузиньян; тур. Étienne de Lusignan; 1537—1590) упоминает в своих работах церковь Сен-Жак (тур. Saint-Jacques Kilisesi), которая находится рядом с дворцом де Лузиньян. В документах 1507 года также упоминается часовня Сен-Жак в Никосии, в списке пришедших в упадок монастырей и принятом решении объединить их под эгидой Нотр-Дам-де-Тир.

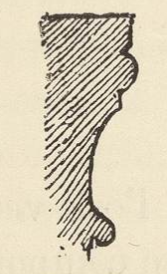
Рисунок капителя колонны здания, выполненный Камиллем Энлартом

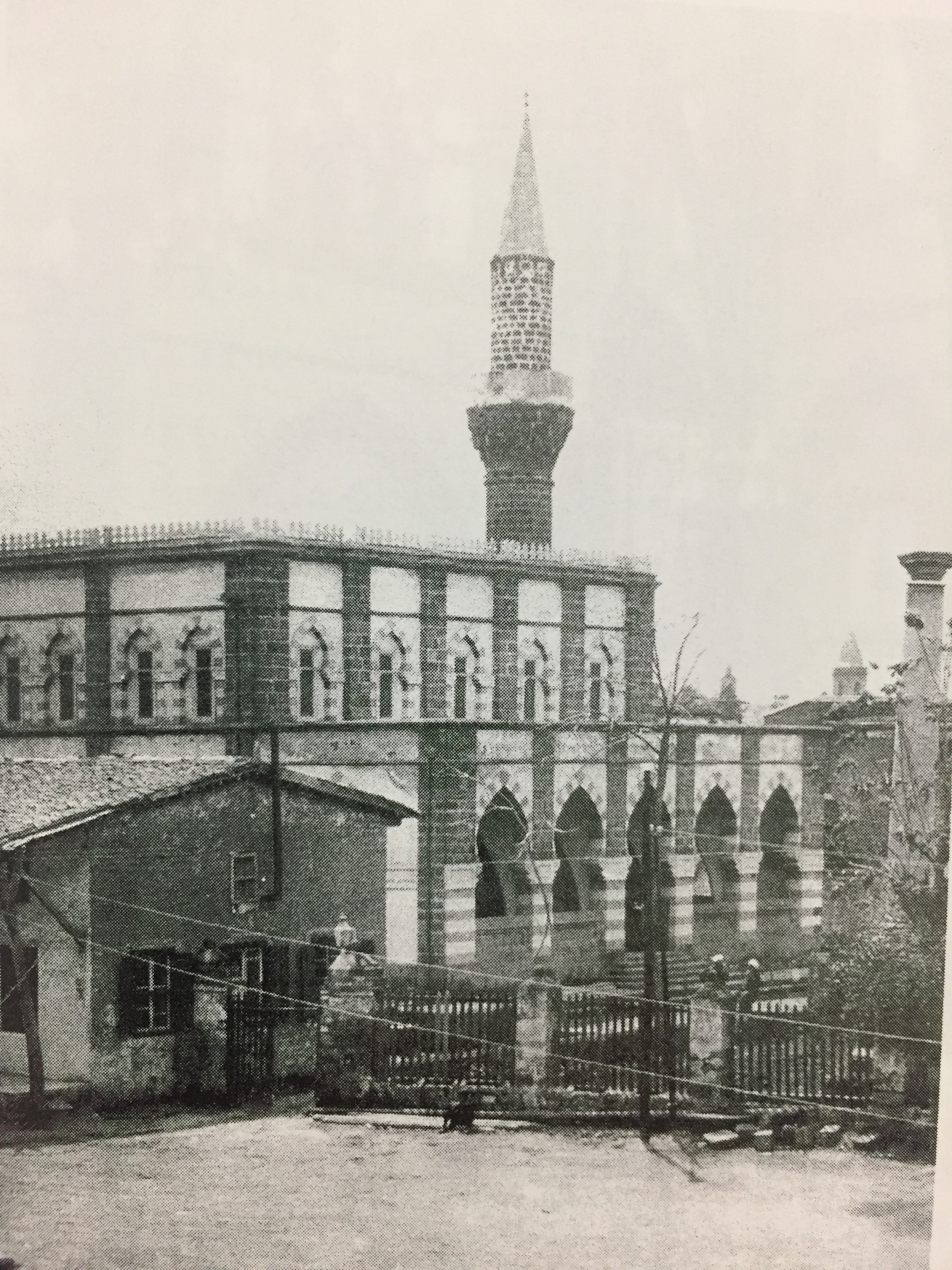
Вид мечети Сарайоню (1913—1915 годы)

#### Архитектура
Здание церкви было выполнено в готическом архитектурном стиле. Купол был полукруглым.

### Мечеть Орду Ону

#### История
После захвата Лефкоше Османской империей в 1570 году церковь была преобразована в мечеть. Мечеть служила молитвенным домом для правителей.
Документальных подтверждений тому, что эта мечеть была построена именно в 1820—1824 годах нет, но именно этот период указывается во многих источниках. Есть упоминания о мечети в документах 1594, 1610 и 1690 годов.
Мечеть называли по названию площади — «Орду Ону», но были и другие названия: «Мечеть Орду Ону Месджири», «Мечеть Али-паши» (тур. Ali Paşa), «Мечеть Кылыч Али-паши», «Мечеть Ибрагима-паши».
Мечеть долгое время не ремонтировалась и в 1894 году был проведён осмотр здания и установлено, что в стенах образовались трещины. Было принято решение отремонтировать мечеть.
Во время землетрясения в январе 1900 года мечеть Орду Ону была сильно разрушена. Было принято решение о сносе развалин и строительстве новой мечети.

#### Архитектура
Посетивший мечеть в 1873 году А. Л. Сальватор (нем. Ludwig Salvator von Österreich-Toskana; 04.08.1847, Флоренция — 12.10.1915, Брандис) в своей книге «Левкосия, столица Кипра» (нем. «Levkosia, die Hauptstadt von Cypern») писал, что мечеть представляет собой каменное здание с притвором и тремя низкими готическими остроконечными арками. Справа стоял простой минарет. Крыша мечети была покрыта черепицей, пол облицован мрамором и деревом. Интерьер мечети была выполнена в турецком стиле.

### Мечеть Сарайоню

#### История
26.11.1901 г. началось строительство нового здания мечети. Британский архитектор Фрэнк Аткинсон (англ. Robert Frank Atkinson) разработал проект нового здания мечети в североафриканском исламском стиле. И уже в 1902 году строительство было завершено. Мечеть была названа по названию площади, на которой была размещена, — «Мечеть Сарайоню».
Во дворе мечети была установлена Венецианская колонна.
С 1964 по 2005 годы мечеть использоваться для регистрации браков. В 2005 году здание было отремонтировано и снова преобразовано в мечеть.

#### Архитектура
Мечеть поражает своей необычностью. Она похожа на две ступеньки, исполненные в двух цветах. В нижней части расположена крытая галерея, передняя часть которой украшена фигурными арками. На верхней части кирпичные узоры повторяют формы арок нижней части.
Внутренний двор вымощен камнем.
В 1962 году был обнаружен мраморный саркофаг с крышкой, с огромным крестом на корпусе и надписями на греческом языке, относящийся к византийскому периоду.

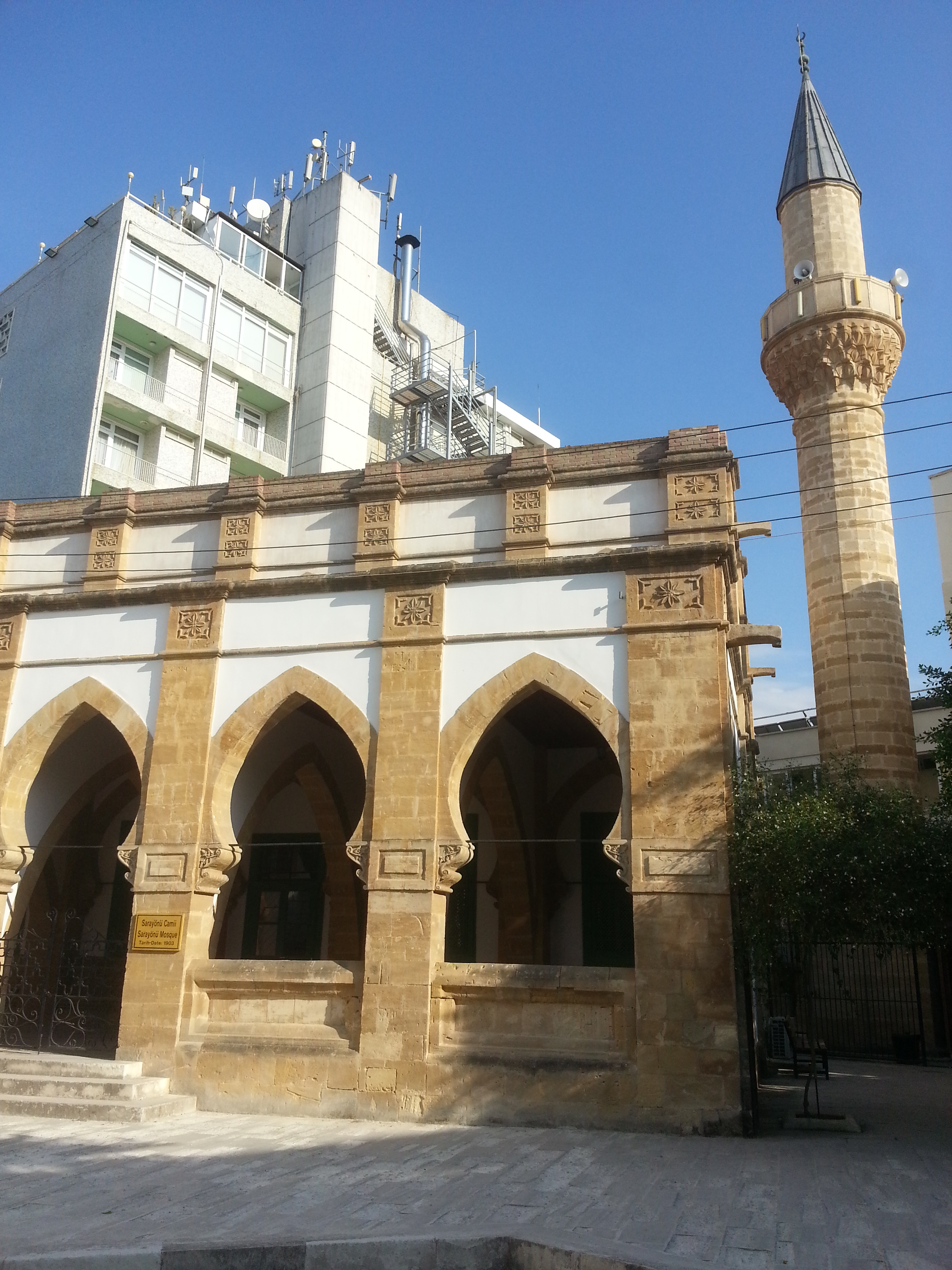
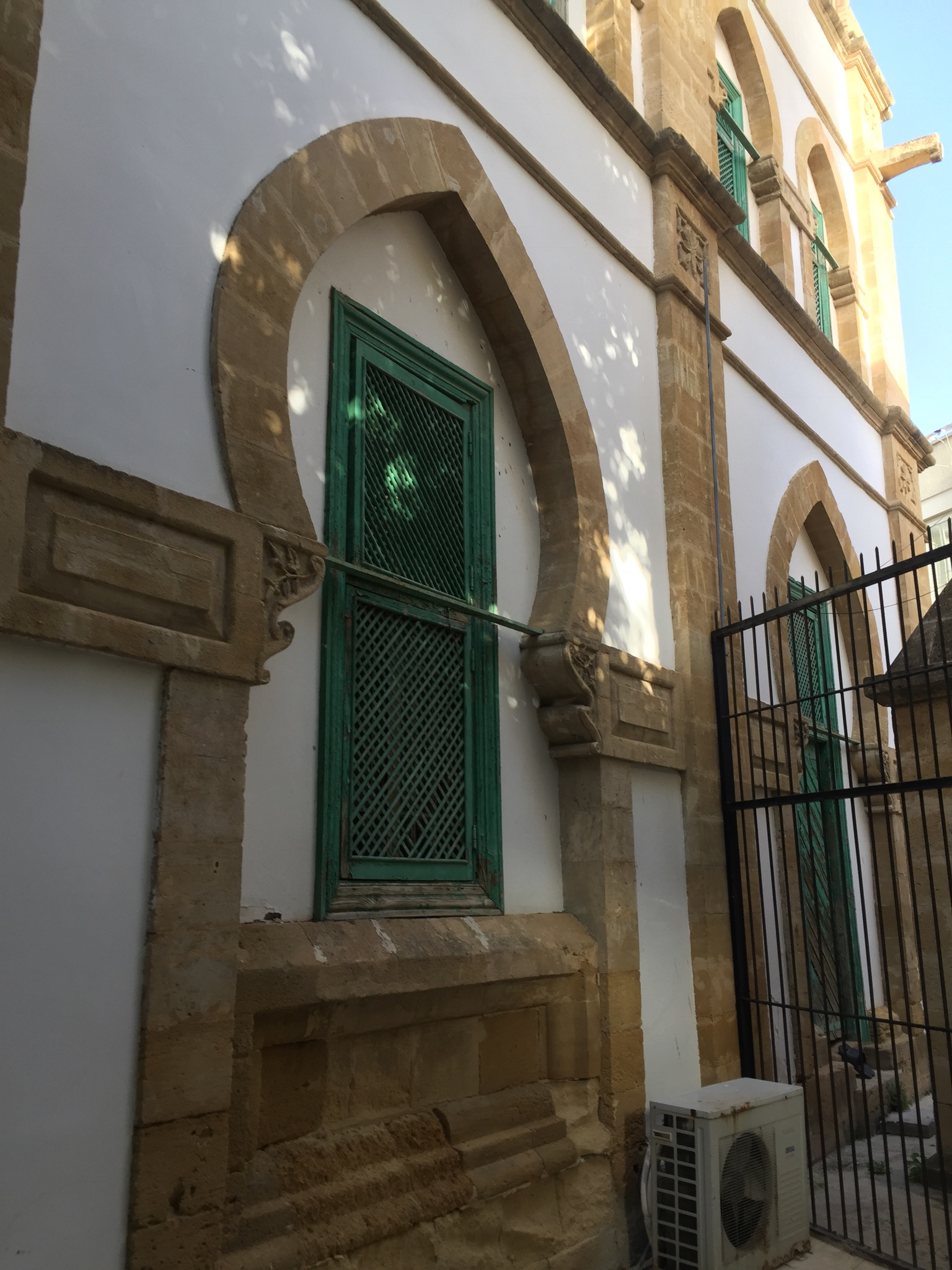
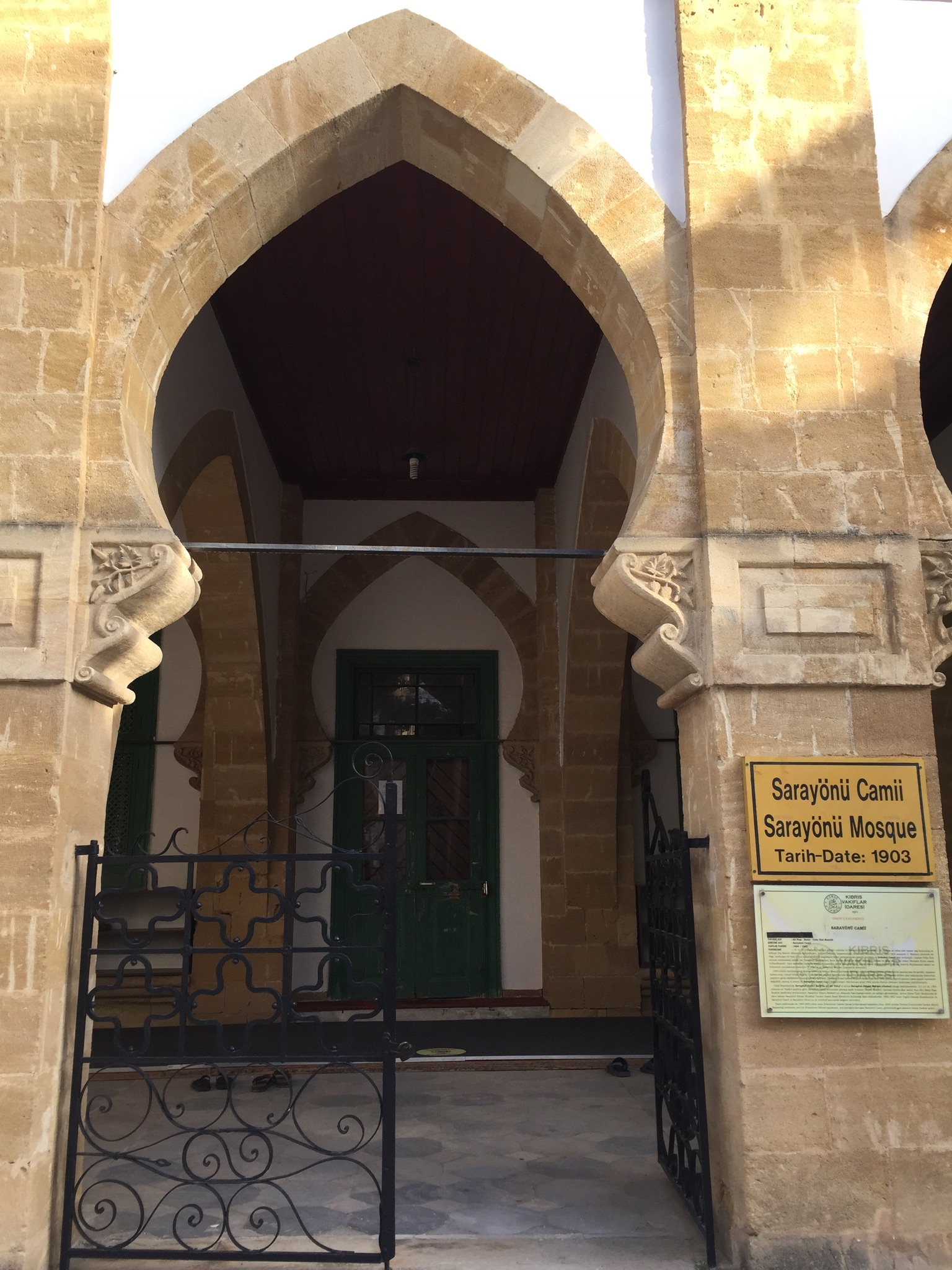
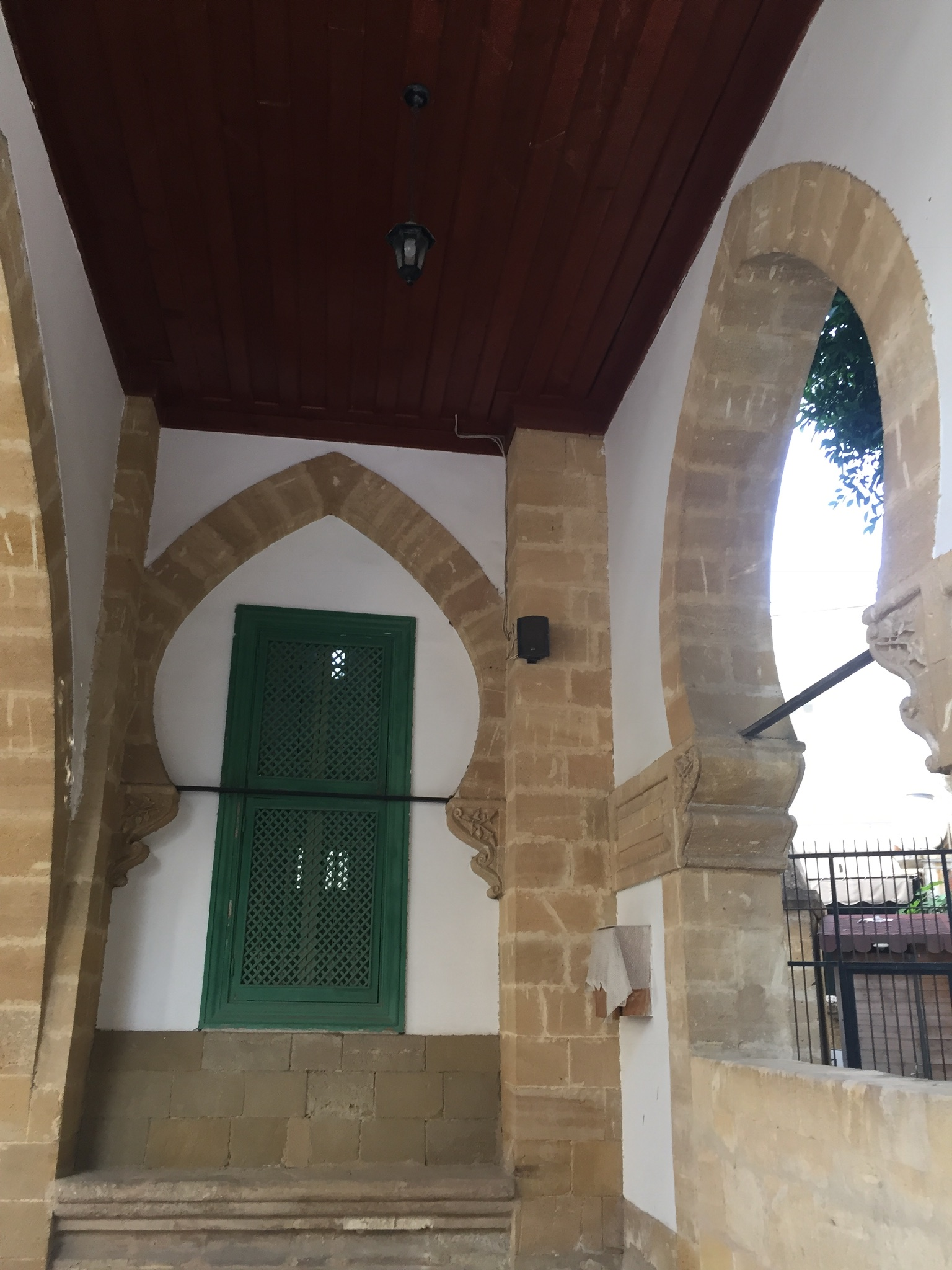
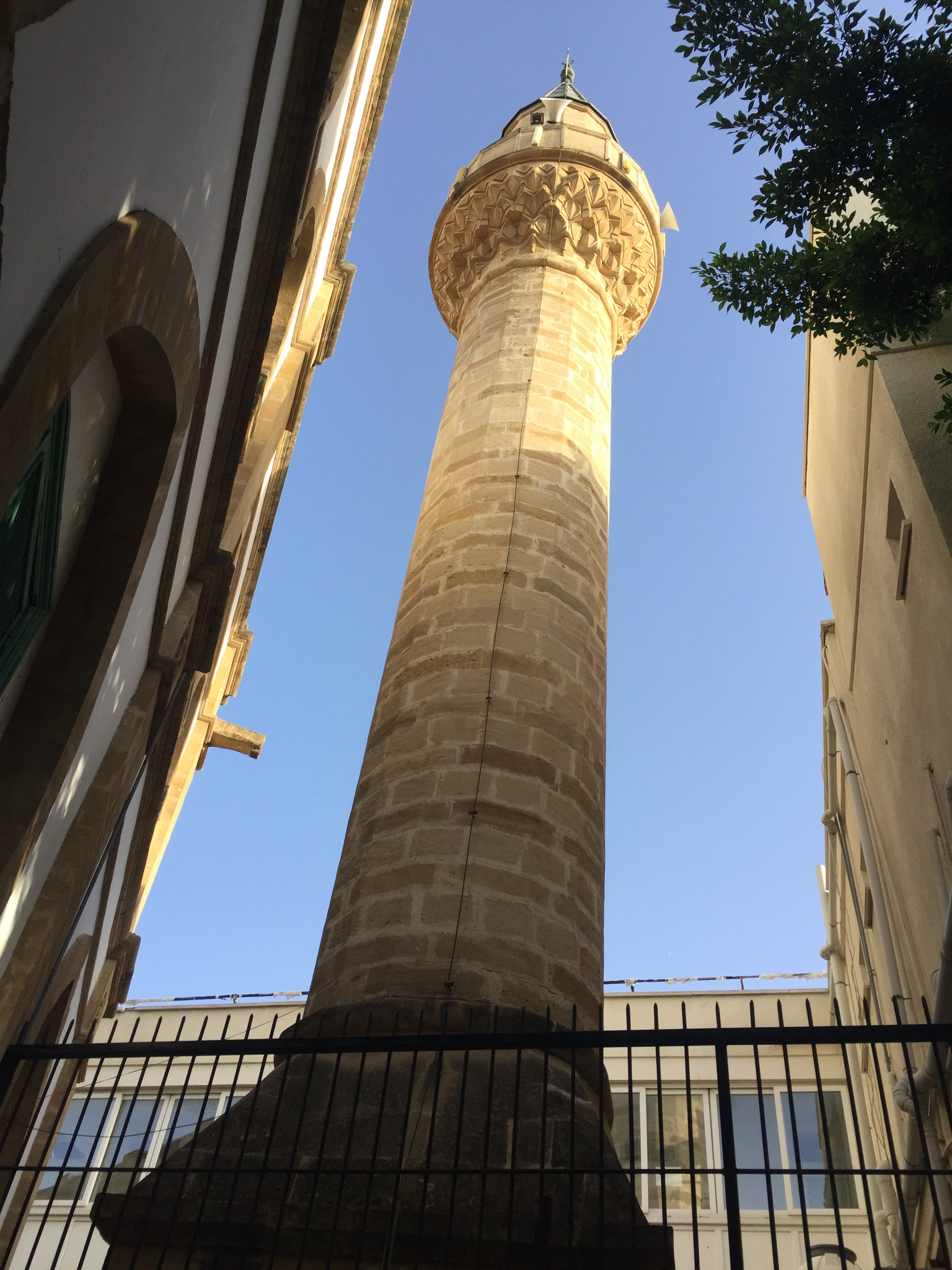
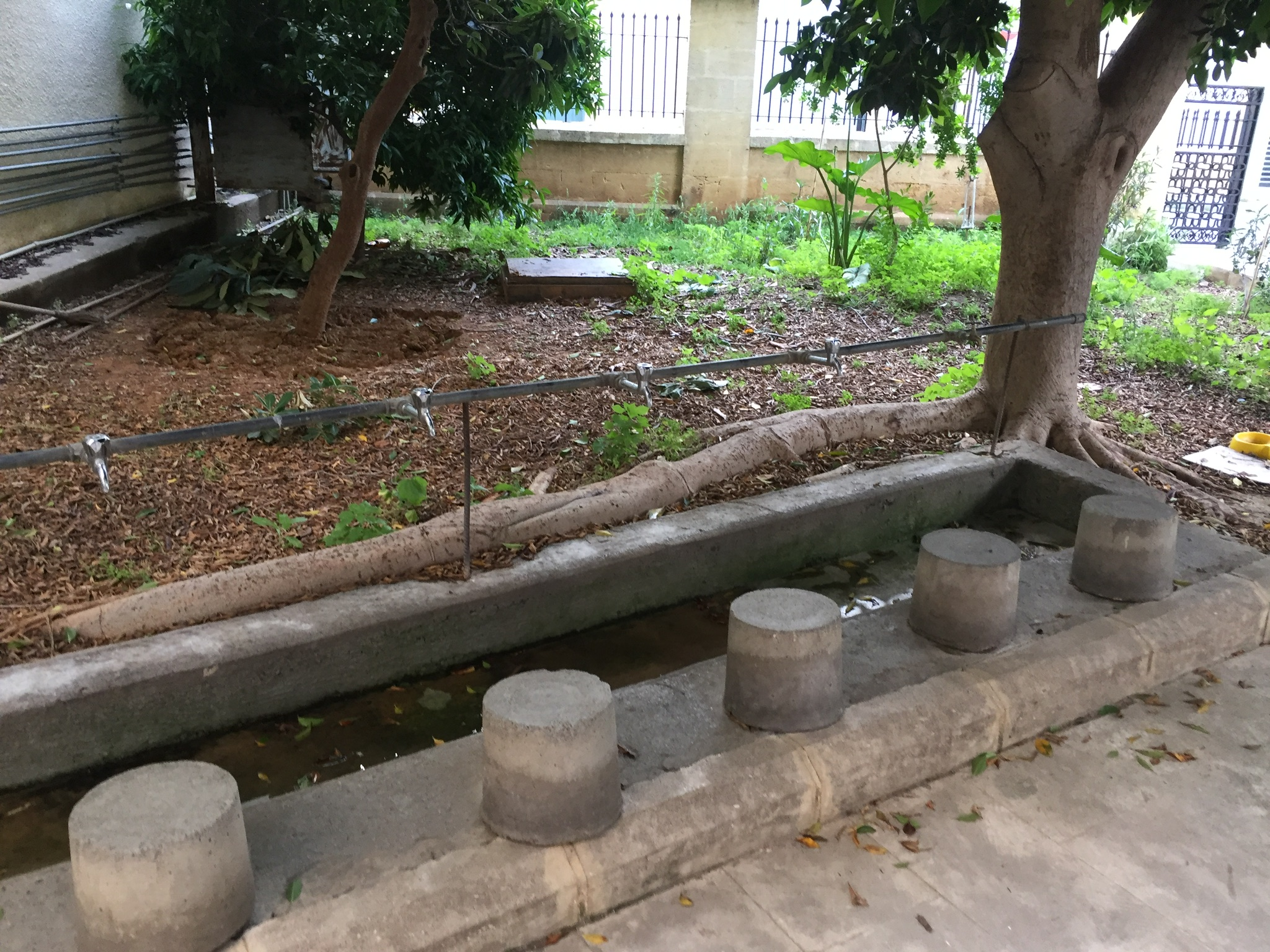
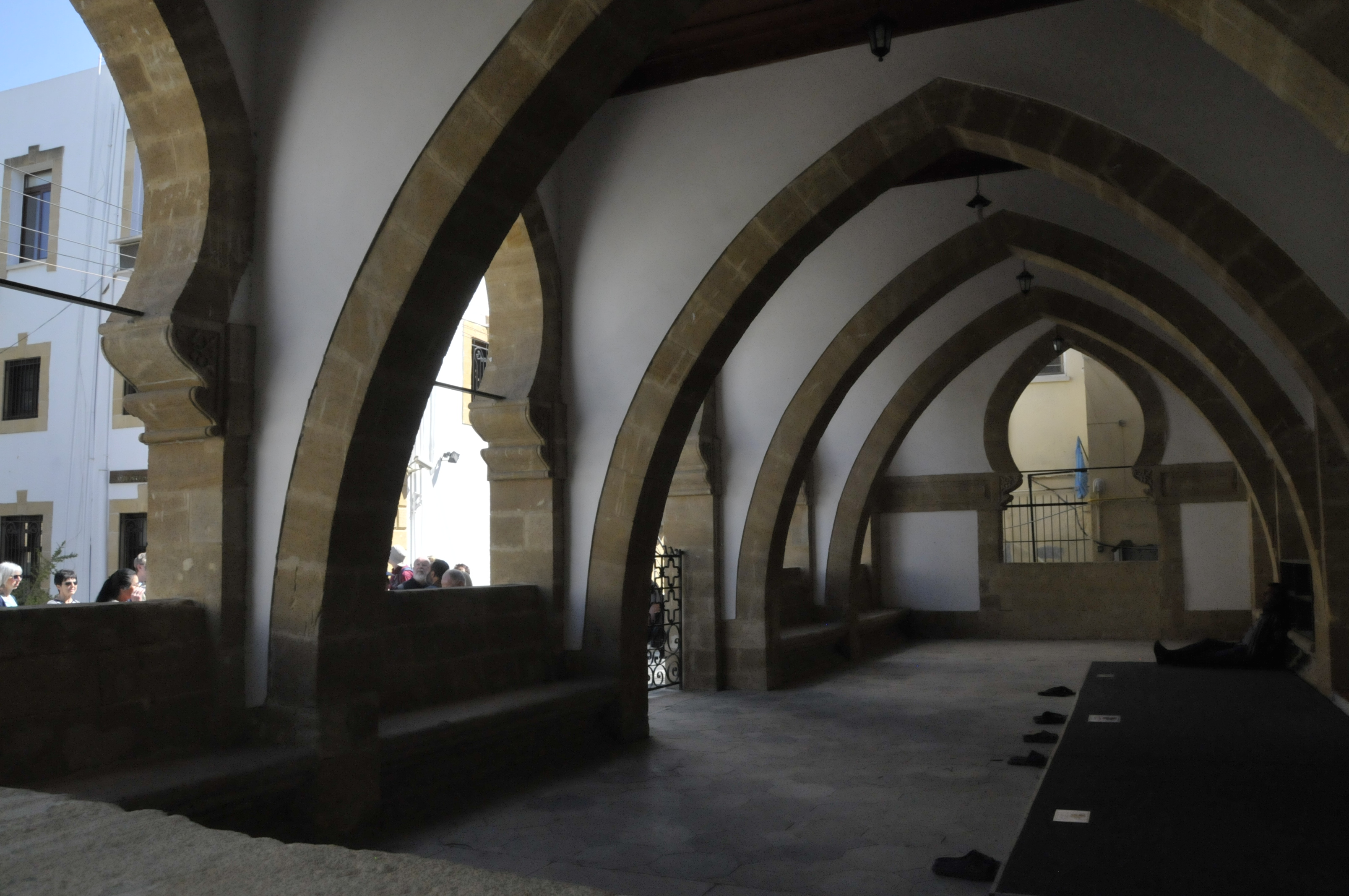
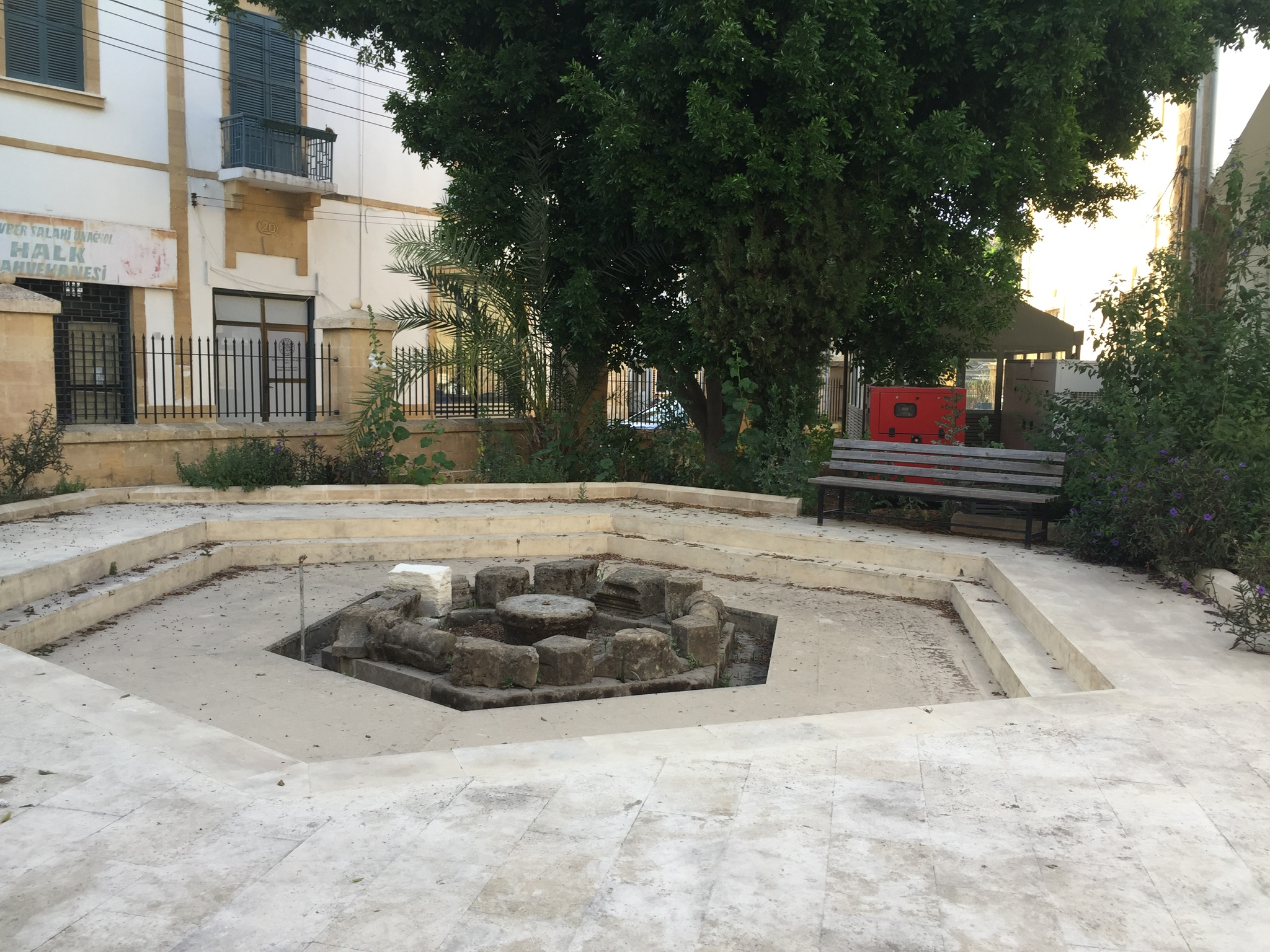